# Андріївський (Якутія)
Андріївський (рос. Андреевский) — село Верхньовілюйського улусу, Республіки Саха Росії. Адміністративний центр Едюгейського наслегу.
Населення — 2229 осіб (2010 рік).
У селі розташована центральна садиба колективного підприємства «Адигейський», основні виробництва — м'ясо-молочне скотарство, м'ясне табунне конярство, хутровий промисел, картоплярство.
У селі є будинок культури, середня школа.